# 弗兰克·奥康纳
弗兰克·奥康纳（英語：Michael Francis O'Connor O'Donovan，1903年9月17日—1966年3月10日）是爱尔兰作家，著作一百五十余部，以短篇小说及传记最为有名。

## 早年生活
奥康纳在科克长大，是明妮·奥康纳和迈克尔·奥多纳文的独子，他曾就读于著名的北蒙纳斯特里学校。奥康纳的早年生活一直为父亲的酗酒债务及母亲沉重医疗费用所萦绕。其童年时期受母亲影响较大，由于父亲酗酒无法正常工作，家庭主要靠母亲支撑。

## 爱尔兰民族主义
1918年，奥康纳加入了爱尔兰共和军的第一旅，并投身于爱尔兰独立战争。他反对1921年的《盎格鲁爱尔兰条约》，在爱尔兰内战期间加入了反条约爱尔兰共和军，在科克郡一个宣传队工作。由于当时表现，他与一万两千多名反条约战士一起被爱尔兰自由邦新政府逮捕入狱。1922年1923年，奥康纳在米斯郡的戈曼斯顿服刑。

## 文学生涯
在被释后，奥康纳从事了多种工作，如爱尔兰语教师，剧场导员和图书馆员等。在1935年，奥康纳成为了都柏林阿贝剧院的董事会成员。阿贝剧院由威廉·巴特勒·叶芝与其他爱尔兰民族戏剧社成员创建。叶芝1939年去世后，奥康纳与其他董事会成员发生矛盾，最终当年离开了阿贝剧院。1950年，他接受了美国的任教邀请，之后，多篇短篇小说在《纽约客》杂志上发表，取得非凡影响。

## 离世
1961年弗兰克·奥康纳任教于斯坦福大学期间得了中风，之后于1966年3月10日在爱尔兰的都柏林由于心脏病去世。他于1966年3月12日葬于迪恩斯农庄公墓。